# متروی چنای
متروی چنای (انگلیسی: Chennai Metro) سیستم قطار شهری در شهر چنای، هند است.
این مترو که در سال ۲۰۱۵ تأسیس شده، دارای ۲ خط، ۱۳ ایستگاه و ۲۰٫۲ کیلومتر طول می‌باشد.